# Боброва-Воля
Боброва-Воля (пол. Bobrowa Wola) — село в Польщі, у гміні Жиракув Дембицького повіту Підкарпатського воєводства.
Населення — 384 особи (2011).
У 1975-1998 роках село належало до Тарновського воєводства.

## Демографія
Демографічна структура станом на 31 березня 2011 року:
|          | Загалом | Допрацездатний вік | Працездатний вік | Постпрацездатний вік |
| -------- | ------- | ------------------ | ---------------- | -------------------- |
| Чоловіки | 208     | 46                 | 140              | 22                   |
| Жінки    | 176     | 37                 | 100              | 39                   |
| Разом    | 384     | 83                 | 240              | 61                   |